# Howard Maurice de Talleyrand-Périgord
Howard Maurice de Talleyrand-Périgord (ur. 16 września 1909 w Le Val-Saint-Germain, zm. 27 maja 1929 w Paryżu) – książę żagański (1910-1929).

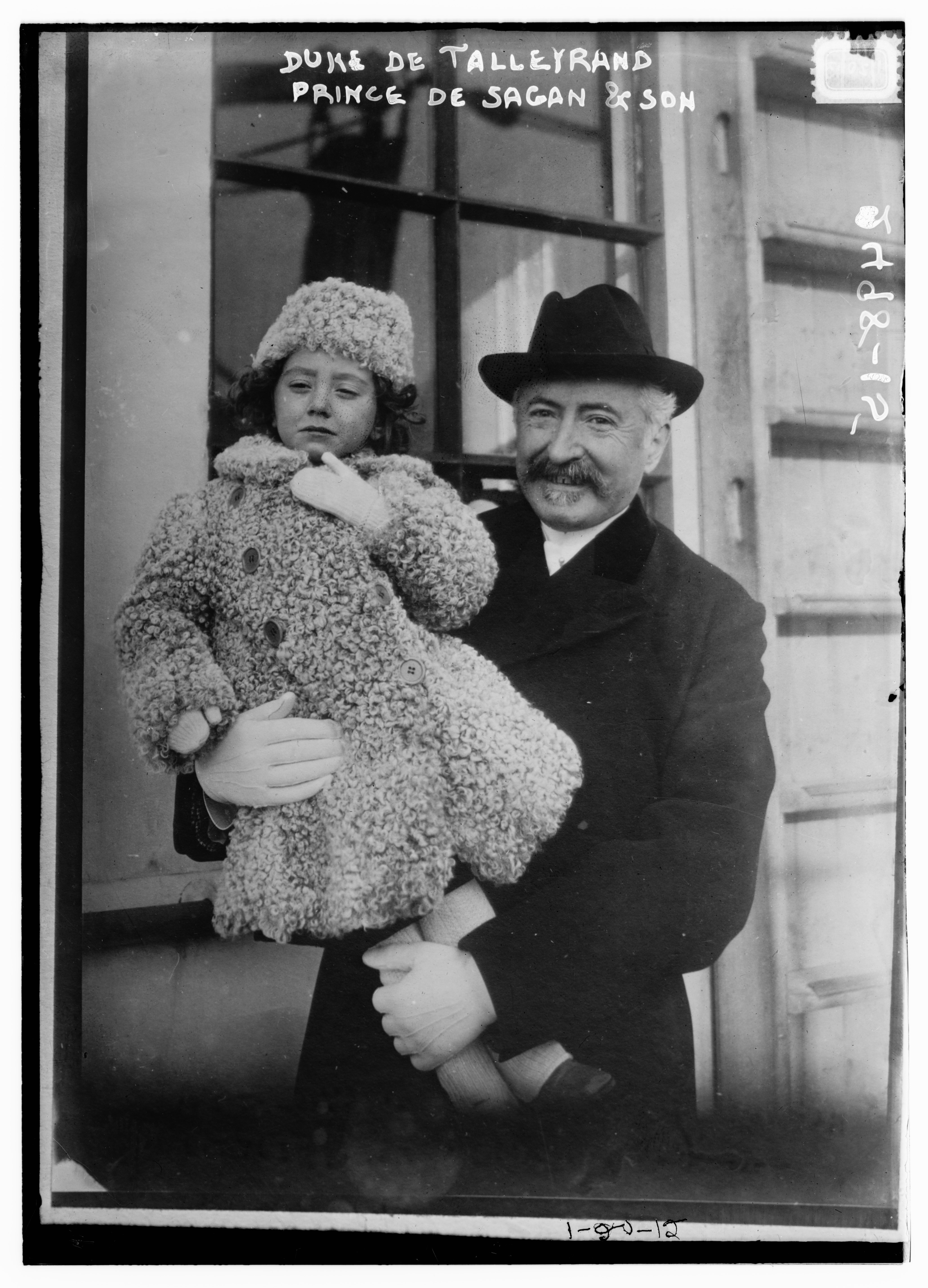
Howard z ojcem (1910)

## Życiorys

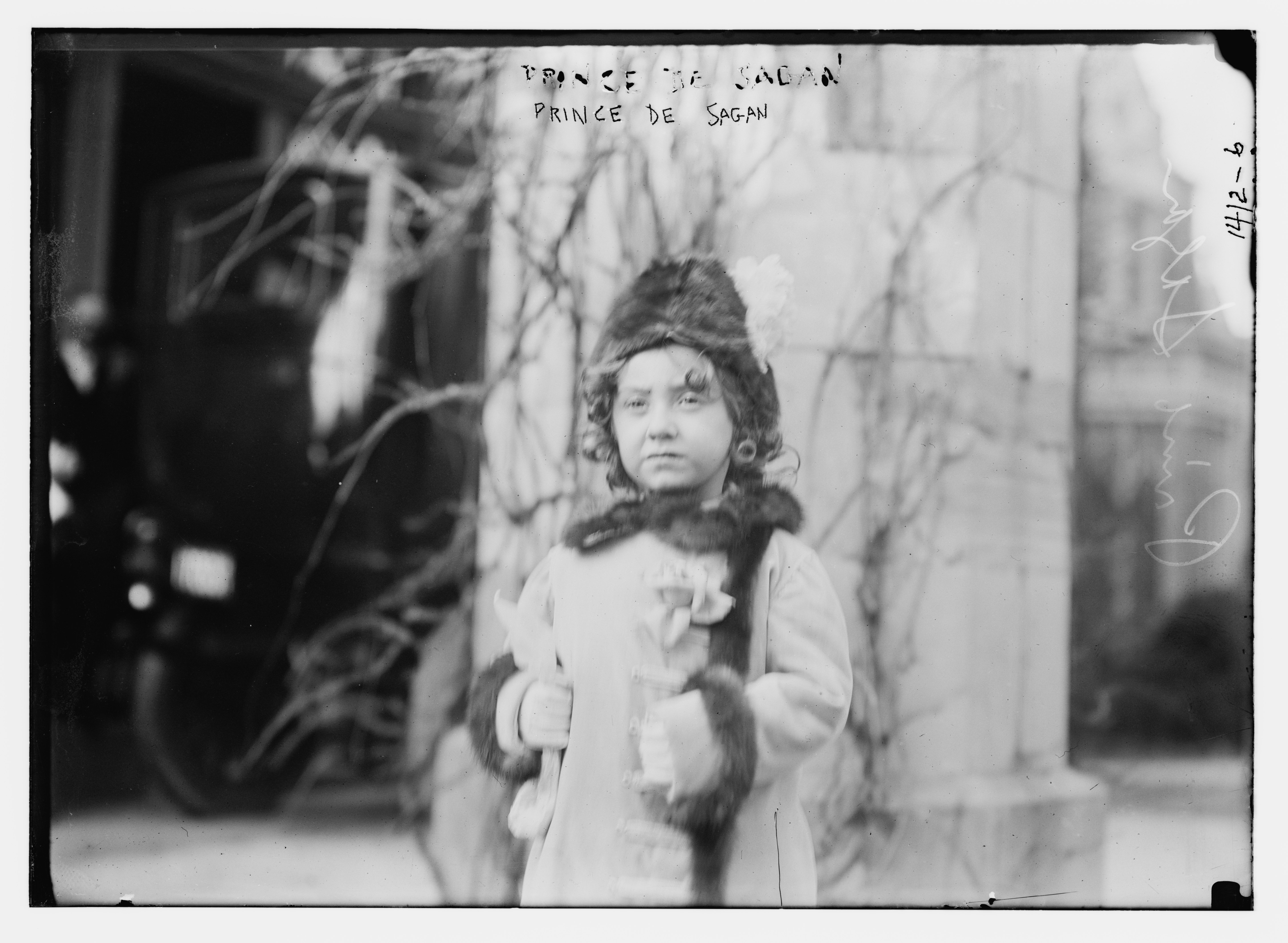
Howard jako dziecko

### Wczesne życie
Howard urodził się 16 września 1909 roku jako syn Hélie de Talleyrand-Périgord, księcia żagańskiego, księcia de Talleyrand-Périgord oraz księcia Dino (1859- 1937) i Anny de Castellane (1875-1961), córki Jaya Goulda (1836-1892), amerykańskiego dewelopera kolei, którego określano mianem jednego z bezwzględnych baronów rabusiów epoki pozłacanej. Jego młodszą siostrą była Helene Violette de Talleyrand (1915–2003), która wyszła za mąż za Jamesa Roberta de Pourtales 29 marca 1937 r. w Le Val-Saint-Germain. Rozwiedli się w 1969, a 20 marca 1969 poślubiła Gastona Palewskiego (1901-1984), ministra badań naukowych i zagadnień atomowych oraz kosmicznych w latach 1962–1966.
Jego dziadkami ze strony ojca byli Boson I de Talleyrand-Périgord książę żagański oraz książę de Talleyrand-Périgord (1832-1910) i Jeanne Seillière (1839-1905), dziedziczka barona de Seilliere, dostawcy zaopatrzenia wojskowego, który wzbogacił się podczas wojny francusko-pruskiej. Jego pradziadkami ze strony ojca byli Ludwik Napoleon de Talleyrand-Périgord (1811-1898) książę żagański, książę de Talleyrand-Périgord oraz książę de Valençay i Anna Luiza Charlotta Alix de Montmorency (1810-1858). Jego prapradziadkami ze strony ojca byli Edmond de Talleyrand-Périgord, książę Dino (1787-1872), a później książę de Talleyrand-Périgord, oraz Dorota de Talleyrand-Périgord, księżna żagańska (1793-1862).

### Książę
Howard w 1910 r. otrzymał od swojego ojca tytuł księcia żagańskiego. Księciem pozostał aż do swojej śmierci w 1929 r.
Jedną z pierwszych inwestycji zrealizowanych za czasów tego księcia była budowa w 1912 r. nowej zapory na Tylnym Bobrze, między Bażanciarnią a Parkiem Górnym, tzw. Bażanciej Tamy oraz książęcej elektrowni wodnej (1924 r.). W okresie I wojny światowej w części pomieszczeń jego pałacu w Żaganiu na parterze funkcjonował szpital wojskowy oraz Czerwony Krzyż, zaś od 1919 r. – dyrekcja obozu dla internowanych.
W 1929 roku jego rodzice ze względu na jego wiek zabronili mu się ożenić, z tego powodu 29 maja 1929 r. Howard popełnił samobójstwo w domu swoich rodziców w Paryżu. Jego rodzice myśleli, że w wieku 19 lat był za młody, by się ożenić. Hélie i Anna potem stwierdzili: „…nie sprzeciwiliśmy się dziewczynie, a jedynie sprzeciwiliśmy się małżeństwu ze względu na wiek naszego syna”. Jego tytuł przejął potem jego wuj Paul Louis Marie Archambault Boson de Talleyrand-Périgord, zwany też Bosonem II de Talleyrand-Périgord Valencay.